# William-Adolphe Bouguereau
William-Adolphe Bouguereau (30. studenog 1825. – 19. kolovoza 1905.) je bio francuski slikar. U svoje je vrijeme bio slavan, ali danas su njegove slike zasjenjene djelima impresionista. 

## Životopis
William je rođen u Francuskoj, u La Rochelleu, 30. 11. 1825., u obitelji trgovaca vinom i maslinovim uljem. Činilo se da će i on biti osuđen na takav način života, ali je to izmijenio njegov stric Eugène Bouguereau (kojeg će kasnije nećak William naslikati), svećenik, intervenirajući i učeći ga Bibliji, te ga šaljući u srednju školu. Mladi je William bio pokazao svoj umjetnički talent u vrlo ranoj dobi, i njegov ga je otac, nakon što ga je savjetovao klijent, poslao u školu École des Beaux-Arts, u Bordeauxu. Tamo je William osvojio prvu nagradu za figuru koja prikazuje Sv. Roka. U studiju slikara Françoisa-Édouarda Picota, poznatog po slikama s religijskim i mitološkim temama, je naučio akademski stil. Najomiljeniji slikar Williamu je bio Rafael, i William je slijedio njegova djela. 1856. William je oženio Marie-Nelly Monchablon, te su imali petero djece. Stvorio je snažnu povezanost s prodavačima slika, te je, kad mu je slava porasla i kad je stekao mnogo novaca, kupio veliku kuću i studio u Montparnassu. 1877. mu se dogodio tragičan događaj – njegova žena i jedno dijete su umrli. Ipak, William se ponovno oženio 1896., svojom učenicom Elizabeth Jane Gardner, koju je naslikao 1879., 2 godine nakon smrti prve žene. U proljeće 1905., Williamova kuća u Parizu je opljačkana. Iste godine, u kolovozu, William umire u La Rochellu, od srčane bolesti. Njegova žena je umrla 1922.

## Ime
Izvori o njegovom punom imenu su različiti. Obično se smatra da mu je ime bilo William-Adolphe Bouguereau ili William Adolphe Bouguereau. Ipak, sam se umjetnik potpisivao kao William Bouguereau (bez srednjeg imena). Njegovi uobičajeni potpisi izgledaju ovako: W. Bougereau (zatim slijedi datum djela).

## Djela
Williamova djela često prikazuju religijske teme, ili teme iz grčke mitologije. Prikazuju idealni svijet, vrlo relistično, te se neprestano ponavljaju slike lijepih golih božica, nimfi, kupačica. Volumen je na slikama stvoren tonskom modulacijom. Najčešći su likovi žene i djeca. Većina je slika tako realistična da nalikuju na fotografije. Četiri vrlo slične slike prikazuju četiri grčke božice: Eju (Zora), Hemeru (Dan), Selenu (Večernje raspoloženje) i Niktu (Noć). 

### Neka djela
- Dante i Vergilije u paklu, Amelina Dufaud Bouguereau, Eugène Bouguereau, Geneviève Bouguereau, Léonie Bouguereau (1850.)

- Arion na morskom konju (1855.)

- La Danse (1856.)

- Orestovo grizodušje (1862.)

- Nimfe i satir (1873.)

- Homer i njegov vodič (1874.)

- Kupidon, Flora i Zefir, Djevica, Isus i Sv. Ivan Krstitelj (1875.)

- Rođenje Venere, Mademoiselle Elizabeth Gardner (1879.)

- Zora, Dan, Večernje raspoloženje (1881.)

- Domovina, Noć (1883.)

- Izgubljena Plejada (1884.)

- Bakhantica (1894.)

- Otmica Psihe (1895.)

- Djevica s anđelima (1900.)

- Mlada svećenica (1902.)

- Šaptaji ljubezni (1889.)